# Sidney Blackmer

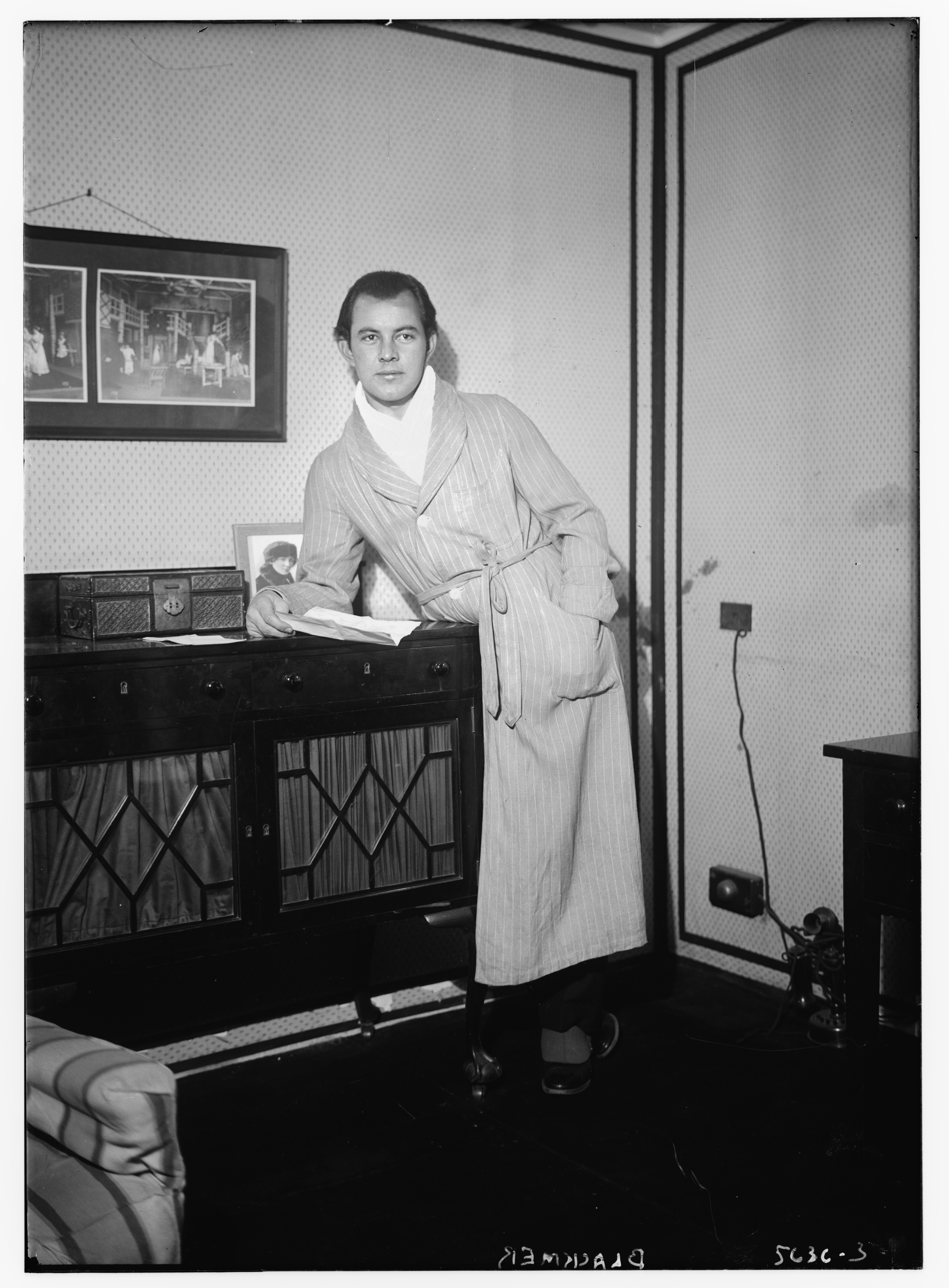
Sidney Blackmer

Sidney Alderman Blackmer (* 13. Juli 1895 in Salisbury, North Carolina; † 6. Oktober 1973 in New York City, New York) war ein US-amerikanischer Schauspieler.

## Leben
Sidney Blackmer studierte zunächst Jura und entschied sich dann für eine Schauspielausbildung. Ab 1917 trat er auf zahlreichen Bühnen auf. Seine Filmkarriere begann nach Einführung des Tonfilms. In den ersten Jahren wurde er sehr häufig für Schurkenrollen besetzt (beispielsweise  in Der kleine Cäsar unter der Regie von Mervyn LeRoy), in den späteren Jahren war er auch häufiger im Charakterfach zu sehen. Seine Paraderolle auf der Bühne und im Film war der US-amerikanische Präsident Theodore Roosevelt, den er zehnmal verkörperte. Eine seiner letzten Filmrollen wurde zugleich eine seiner bekanntesten, nämlich die des satanistischen Nachbarn Roman Castevet in dem Horrorfilm Rosemaries Baby. Insgesamt war er in etwa 175 Film- und Fernsehproduktionen zu sehen, zuletzt im Jahr 1971.
1950 wurde er mit dem Tony Award als bester Darsteller für seinen Auftritt im Broadway-Stück Come Back, Little Sheba von William Inge ausgezeichnet. 1960 erhielt Blackmer einen Stern auf dem Hollywood Walk of Fame. 1968 wurde er vom Kansas City Film Critics Circle für seine Rolle  in Rosemaries Baby als bester Nebendarsteller ausgezeichnet.
Blackmer war von 1929 bis zur Scheidung 1938 mit der Schauspielerin Lenore Ulric (1892–1970) verheiratet. 1943 ehelichte er die Schauspielerin Suzanne Kaaren (1912–2004), mit der er bis zu seinem Tod im Oktober 1973 verheiratet blieb und zwei Söhne hatte. Blackmer verstarb am 6. Oktober 1973 im Alter von 78 Jahren an Krebs.

## Filmografie (Auswahl)
- 1914: Beating Back
- 1931: Der kleine Cäsar (Little Caesar)
- 1934: Das Rätsel von Monte Christo (The Count of Monte Christo)
- 1935: The Little Colonel
- 1937: Charlie Chan in Monte Carlo (Charlie Chan at Monte Carlo)
- 1937: Mr. Moto und der China-Schatz (Thank you, Mr. Moto)
- 1937: Heidi
- 1937: Der letzte Gangster (The Last Gangster)
- 1938: Suez
- 1939: Das Gesetz der Prärie (The Law of the Pampas)
- 1939: Drunter und drüber (It’s a Wonderful World)
- 1940: Third Finger, Left Hand
- 1940: Dance, Girl, Dance
- 1940: Teddy the Rough Rider (Kurzfilm)
- 1941: Cheers for Miss Bishop
- 1942: Im Schatten des Herzens (Always in My Heart)
- 1944: Buffalo Bill, der weiße Indianer (Buffalo Bill)
- 1946: Duell in der Sonne (Duell in the Sun)
- 1945: Die Hölle von Oklahoma (In Old Oklahoma)
- 1948: Die tollkühne Rettung der Gangsterbraut Honey Swanson (A Song Is Born)
- 1951: Ein Held für zwei Stunden (Saturday’s Heroe)
- 1951: People Will Talk
- 1952: Menschenjagd in San Francisco (The San Francisco Story)
- 1954: Es wird immer wieder Tag (The High and the Mighty)
- 1955: Unvollendete Liebe (A View from Pompey’s Head)
- 1956: Die oberen Zehntausend (High Society)
- 1956: Jenseits allen Zweifels (Beyond a Reasonable Doubt)
- 1956: Schach dem Mörder (Accused of Murder)
- 1957: Tammy (Tammy and the Bachelor)
- 1961/1968: Bonanza (Fernsehserie, zwei Folgen)
- 1963: Preston & Preston (The Defenders, Fernsehserie, eine Folge)
- 1965: Wie bringt man seine Frau um? (How to Murder Your Wife)
- 1967: Mit dem Tod im Bunde (A Covenant with Death)
- 1968: Rosemaries Baby (Rosemary’s Baby)
- 1971: Revenge Is My Destiny